# Paramètre de Grüneisen
Pour les articles homonymes, voir Grüneisen.
Le paramètre de Grüneisen, ainsi nommé d'après le physicien allemand Eduard Grüneisen (en) et noté en général {\displaystyle \gamma } (lettre grecque gamma), est une grandeur sans dimension décrivant la relation entre une variation de fréquence d'un mode de vibration d'une structure cristalline (phonon) et une variation de volume.
Ce paramètre intervient souvent en géophysique dans la description des propriétés thermodynamiques des solides à hautes pressions et hautes températures.

## Hypothèse et définition vibratoire
On admet que toutes les énergies d'interaction du cristal sont harmoniques — une vision très simplifiée et par ailleurs tout à fait insatisfaisante.
Dans cette hypothèse, le changement relatif de fréquence d'un phonon, pour un vecteur d'onde et une branche donnés, dépend linéairement de la variation de volume : 
{\displaystyle {\frac {\delta \omega }{\omega }}=-\gamma {\frac {\delta V}{V}}}
Ceci permet de définir le paramètre de Grüneisen par la relation :
{\displaystyle \gamma =-{\frac {\partial (\ln \omega )}{\partial (\ln V)}}=-{\frac {V}{\omega }}{\frac {\partial \omega }{\partial V}}}
Ce paramètre a des valeurs typiquement comprises entre 1 et 2 à température ambiante, ce qui signifie que les variations relatives du volume et des fréquences des phonons sont comparables.
Comme la pression et la dilatation linéaire des solides dépendent de la variation en fonction du volume des fréquences des modes de vibration, il faudrait en principe définir un paramètre de Grüneisen pour chaque mode. Cependant, dans le modèle de Debye (et d'Einstein), toutes les fréquences sont proportionnelles à la fréquence de Debye (d'Einstein) ωD (ωE) et le paramètre de Grüneisen devient identique pour tous les modes :
{\displaystyle \gamma =-{\frac {\partial (\ln \omega _{D/E})}{\partial (\ln V)}}=-{\frac {3B\alpha }{c_{V}}}}
{\displaystyle B} étant le module d'élasticité isostatique et {\displaystyle \alpha } le coefficient de dilatation thermique linéaire.
Ceci revient à dire que la chaleur spécifique et le coefficient de dilatation thermique possèdent une variation en température similaire. La définition d'un paramètre de Grüneisen constant est donc pertinente.

## Définition thermodynamique
On peut donner aussi une définition thermodynamique du paramètre de Grüneisen :
{\displaystyle \gamma =V\left({\frac {\partial p}{\partial U}}\right)_{V}}
décrit la variation de la pression {\displaystyle p} avec l'énergie interne {\displaystyle U} à volume {\displaystyle V} constant.
Ainsi, il est possible de mesurer directement le paramètre de Grüneisen.
L'énergie interne d'un cristal peut être augmentée à volume constant à l'aide d'un laser par exemple. Ceci crée une onde de pression, qui peut être détectée à la surface du cristal.